# Prosoplus ochreosparsus
Prosoplus ochreosparsus är en skalbaggsart som beskrevs av Stefan von Breuning 1938. Prosoplus ochreosparsus ingår i släktet Prosoplus och familjen långhorningar.
Artens utbredningsområde är Fiji. Inga underarter finns listade i Catalogue of Life.